# Speoplatyrhinus
Speoplatyrhinus is een monotypisch geslacht van straalvinnige vissen uit de familie van de blinde baarszalmen (Amblyopsidae).

## Soort
- Speoplatyrhinus poulsoni Cooper & Kuehne, 1974